# ریچی گریفیث
ریچی گریفیث (انگلیسی: Richie Griffiths؛ زادهٔ ۲۱ مارس ۱۹۴۲) بازیکن فوتبال اهل بریتانیا است.
از باشگاه‌هایی که در آن بازی کرده‌است می‌توان به باشگاه فوتبال کولچستر یونایتد اشاره کرد.